# Jakob Böhme
Jakob Böhme (Görlitz, 1575. április 24. – Görlitz, 1624. november 17.) német filozófus, keresztény teozófus, misztikus, aki nagy hatással volt olyan későbbi szellemi mozgalmakra, mint az idealizmus, a romantika, és az olyan misztikus mozgalomra, mint a radikális pietizmus .
Philosophus teutonicusnak (teuton filozófus) is nevezik, őt tartják a német filozófia ősének. Hegel "az első német filozófusként" nevezte, mert ő volt az első, aki német nyelven írt filozófiai műveket. Sok kortársa eredeti gondolkodónak tartotta  az evangélikus hagyományon belül, és első műve, közismert címén az Aurora, nagy botrányt kavart.

## Élete

### Korai évek
Alheidenbergben, Görlitz mellett, a felső Lausitzban született, mint szegény parasztember fia. A falusi iskolában megtanult úgy-ahogy írni és olvasni, azután a szomszéd városkában cipészhez adták inasnak. Megtanulta mesterségét, de már mint gyermek kitűnt jámborságával és ábrándos, fantasztikus, eksztatikus természetével. A mesteremberek szokása szerint vándorútra kelt, és ez úton ismerkedhetett meg a misztikusok és teozófusok írásaival.
Sok belső küzdelem után vándorútján részesült először az „isteni kegyelemben”, amikor hét napig tartó eksztatikus állapotba került. Ekkor még nem volt 19 éves.
Önképzése során tanulmányozta a Luther által fordított Bibliát, a német misztikusok írásait, Paracelsus műveit; önállóan nagy mennyiségű ismeretet szerzett a természetfilozófiában, a vallási miszticizmusban és a kabbalában.

### Családos emberként
Utazásairól hazatérve 1599-ben mesterré lett, műhelyt nyitott és Görlitzben megnősült egy odavaló hentesnek lányával. A házasságból négy fiúgyermek született 1600 és 1606 között. Ez idő alatt legalább három misztikus élményben volt része, amelyeket kezdetben nem hozott nyilvánosságra.

#### Látomásai
1600-ban másodszor árasztotta el «az isteni világosság»; egy ónedényt nézett, amikor egyszerre erős belső látomást érzett, és e pillanatban a láthatatlan természet középpontjában találta magát; belső szeme megvilágosodott; úgy tűnt számára, hogy minden teremtett lény szívében olvas és minden dolog mivoltát ismeri.
1610-ben részesült újabb vízióban, és hogy megőrizhesse, amit «látott», megírta első művét 1612-ben: Aurora vagy felkelő hajnal.
Műve egy nemes, Karl von Endern kezébe került, ez leíratta és másoknak is megmutatta. Így vett róla tudomást Görlitz főpásztora is, Gregorius Richter, aki veszedelmes „eretnekségeket” talált a műben, a templomban prédikált a cipész ellen.
„Ebben a cipészkönyvben annyi istenkáromlás van, ahány sor... Az ariánus méreg nem volt olyan halálos, mint ennek a cipésznek a mérge.”

– Gregorius Richter főpásztor az Aurora megjelenése után 
Ezután a városi tanács határozatával őrizetbe vették, majd egy időre kitiltották a városból. Bár később megengedték neki, hogy visszatérjen, meg kellett ígérnie, hogy nem fog többé tollat. Böhme hét évig szót fogadott e tilalomnak, míg végül hosszas küzdelem után ama meggyőződésre jutott, hogy Istennek inkább kell engedelmeskedni, mint az embereknek.

#### Érett időszak
1619-ben lemondott mesterségéről, és 1624-ig vagy huszonegy művet írt, nem számítva 74 teozófikus nyílt levelet.
1623-ban barátja, Abraham von Frankenberg kis műveinek egy részét Az út Krisztushoz címen kiadta, amire Richter heves vádja folytán a városi tanács utasította, hogy egy időre hagyja ott a várost.
1624-ben elment Drezdába, de egy idő után arra biztatták, hogy menjen haza a családjához Görlitzbe. Távollétében a családja szenvedett a harmincéves háború miatt.
Richter pásztor augusztusi halála ellenére a közösség növekvő ellenségeskedésével szembesült. Kritikusaival a Teozófiai levelekben foglalkozott, ami nagy érdeklődést váltott ki növekvő követői körében. Az új papság, aki még mindig óvakodott tőle, hosszú sor kérdésre kényszerítette őt, amikor szentséget akart venni.
Ezután nemsokára megbetegedett valami bélpanasz miatt és 1624 őszén meghalt. Nagy nehezen kapott keresztény temetést. Fakereszt díszítette sírját, melyen egy bárány és az oroszlán volt látható e szavak kíséretében: „Veni, vidi, vici” (= jöttem, láttam, hódítottam) .

## Nézetei

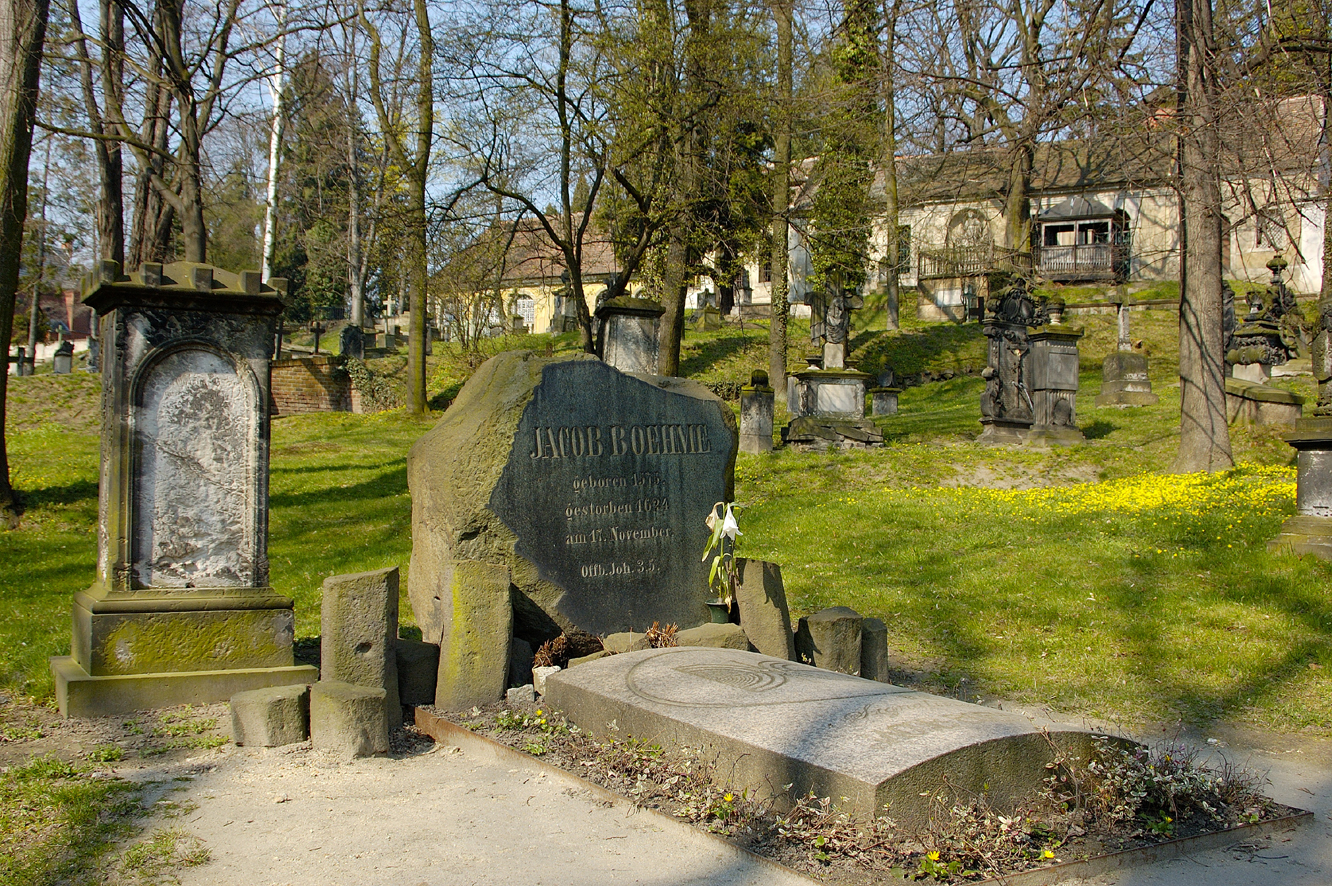
Böhme sírhelye

Kortársai által „teuton filozófusnak” (akkoriban a misztikát nem ok nélkül „teuton filozófiának” nevezték) nevezett Böhme Lutherhez hasonlóan úgy vélte, hogy az ember üdvössége nem külső jócselekedetekkel lehetséges, de még csak nem is Isten külső segítsége, csak a szív belső hite által. Hit általi belső, spirituális újjászületés (μετάνοια metanoia = megtérés, gondolkodásváltás) nélkül ugyanis a jó cselekedeteknek nincs értelme. Csak a belső személy újjáélesztése képes helyreállítani azt az örök kezdetet, amelyet Böhme szerint egykor az emberi faj elveszített.
Meg volt róla győződve, hogy a kereszténységet a vallási vezetők, a pápák, püspökök, bíborosok, tudósok és teológusok torzították el. „Keresztény panteistának nevezhető, ha e két szó kombinációja nem tartalmaz kirívó ellentmondást.” 
Gondolatainak summázata, hogy Isten a világ kezdete, vége és szubsztanciája is egyben, aki, amikor a világot teremtette, egyszersmind önmagát is szülte. Teozofikus filozófiájában a német misztika (Eckart, Tauler, Weigel) és a reneszánsz kori természetfilozófia elemei olvadnak egybe. Gondolkodásának előremutató vonása a világ és minden dolog mozgásának, ellentmondásos fejlődésének dialektikus megsejtése; panteizmusában, ha akaratlanul is, benne rejlenek a materializmus csírái.
Böhmében mélységes gondolatok fantasztikus ötletekkel elegyedve küszködnek, hogy kifejezésre jussanak, hatalmas költői lendületek a megfoghatatlanba s kifejezhetetlenbe enyésző sejtésekkel szövetkeznek. Gondolkozása nem volt logikai, és csak azt, amit isteni sugalmazásnak tartott követvén, nehéz eligazodni előadásában, amelynek nyelve is homályos, és az apokalipszis, továbbá az alkímia félig megértett szavait, képeket és hasonlatokat sajátságos egyveleggé keveri. Mindazonáltal csakhamar bizonyos rajongás környezte Böhme emlékét. Egy külön köztársaság, a Böhmisták keletkeztek, amelyhez az említett Frankenberg, Johann Theodor von Tschesch bányatanácsos, Walter Boldizsár, sokat utazott orvos, aki először nevezte Böhmét philosophus teutonicusnak, egyéb orvosok, tanárok tartoztak. Gichtel, műveinek kiadója, buzgóan terjesztette Böhme tanításait, mely Pordage, Brumley és Jane Leade révén Angliában is elterjedt; Franciaországban a 17. században Pierre Poiret-ben, a 18. században a szellemes Saint-Martin-ban talált hű követőkre. A 18. század végén a romantikusok, azután Franz Baader újra fölelevenítették Böhme emlékezetét, Friedrich von Schlegelnek volt érzéke Böhme eredetisége iránt. Schelling sokat átvett tőle, míg Hegel, aki Böhme alapgondolataiban rendkívül becses spekulációt ismert fel, Böhmétől származtatta az újabb filozófia keletkezését. 
Böhme rendszerének alapgondolata fantasztikus. Isten kezdete, állománya és vége minden dolognak. Teremtvén a világot mintegy maga magát szülte, saját belső tevékenységét hozta napfényre. Azért két szempontból kell őt tekinteni, önnönmagában, saját belső lényegében és amint a természetben, a teremtésben jelentkezett. Magában tekintve Isten misztérium. Nem jó és nem rossz, nincs se akarata, se vágya, nem ismeri a kínt, a kéjt, nem szeret és nem gyűlöl. Minden és semmi. Örvény, melynek nincs kezdete és nincs vége. De magában az istenségben van egy ellentét, a sötét, tagadó elv, mely örökké világossággá magasztosul. Itt érintkezik Böhmével Baader, Schelling, Hegel. Maga az isteni természet ellentét. Isten az ég, Isten a pokol, Isten a világ, mondja Böhme. Istennek istenire és istentelenre szétválása és a kettőnek az észismeretben egyesítése folytán lesz az ember igazán emberré. Ezért a kreatúrának teremtése és a rossznak keletkezése Isten belső fejlődésére nézve épp oly szükséges, mint az emberi természetnek a testre és lélekre való válása, a bűnös hajlandóságra való átmenetele az igaznak a jónak megismeréséhez. Az egyén fejlődése, ismétlődik Böhme világnézeteiben a teremtés folyamatában, mely maga nem egyéb, mint az istenség belső fejlődésének szükséges mozzanata. 

## Művei

### Magyarul
- Földi és égi misztériumról; vál., ford. Isztray Botond, jegyz., utószó Adamik Lajos; Helikon, Bp., 1990 (Helikon stúdió)
- Szent sóvárgás; vál., ford. Isztray Botond, jegyz. Adamik Lajos / függelék Franz Xaver von Baader: Negyven mondat a vallásos erotikából; Farkas L. I., Bp., 1997
- Teutonicus Philosophus: De electione gratiae (Von der Gnadenwahl) azaz A kegyelmi kiválasztásról avagy Istennek az ember feletti rendeléséről; ford. Oszoli Tamás; Farkas L. I., Bp., 1999
- Psychologia Vera; ford. Hamvas Béla; In: Hamvas Béla: Az ősök nagy csarnoka IV.; Medio Kiadó,2013.
- Christosophia avagy A Krisztushoz vezető út; ford., bev., jegyz. Makovnik Péter; Kairosz, Bp., 2009. Második, változatlan kiadás: Polaris Könyvkiadó, (h.n.), 2021.

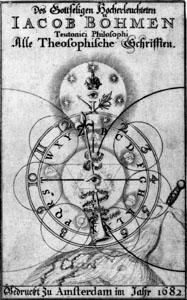
Az első kiadott könyvének fedőlapja (1682)

### Eredetiben
- 1612: Aurora
- 1619: De tribus principiis
- 1620: De triplici vita hominis
- 1620: Psychologica vera
- 1620: De incarnatione verbi  (Jézus Krisztus megtestesüléséről)
- 1620: Sex puncta theosophica
- 1620: Sex puncta mystica
- 1620: Mysterium pansophicum
- 1620: Informatorium novissimorum
- 1621: Christosophia  (az út Krisztusban)
- 1621: Libri apologetici
- 1621: Antistifelius
- 1622: Ingleich Vom Irrtum der Secten Esaiä und Zechiel Meths
- 1622: De signatura rerum
- 1623: Mysterium Magnum
- 1623: De electione gratiae
- 1623: De testamentis Christi
- 1624: Quaestiones theosophicae  (az isteni kinyilatkoztatás mérlegelése)
- 1624: Tabulae principorium
- 1624: Apologia contra Gregorium Richter
- 1624: Libellus apologeticus
- 1624: Clavis
- 1618–1624: Epistolae theosophicae
- 1682: Werkausgaben